# SMS A 26
A 26 – niemiecki torpedowiec z okresu I wojny światowej. Pierwsza  jednostka typu A 26. Okręt wyposażony w jeden kocioł parowy opalany ropą i turbinę parową. Zapas paliwa 53 tony. 